# محمدآباد طبر
هندوه یک روستا در ایران است که در بخش جلگه شوقان واقع شده‌است. نژاد اهالی هندوه تات میباشد. هندوه ۳۲۷ نفر جمعیت دارد.